# 海伊杜姆·贝尔娜代特
海伊杜姆·贝尔娜代特（匈牙利語：Heidum Bernadett，1988年5月26日—），匈牙利女子短道速滑运动员，2011年冬季世界大学生运动会女子3000米接力铜牌得主、2013年冬季世界大学生运动会女子1500米银牌得主和女子3000米接力铜牌得主、2017年世界短道速滑锦标赛女子3000米接力银牌得主。